# Reggiane Re.2005
Reggiane Re.2005 Sagittario (česky Střelec) byl italský jednomístný stíhací letoun celokovové dolnoplošné konstrukce, který vznikl vývojem z typu Reggiane Re.2000.

## Vývoj

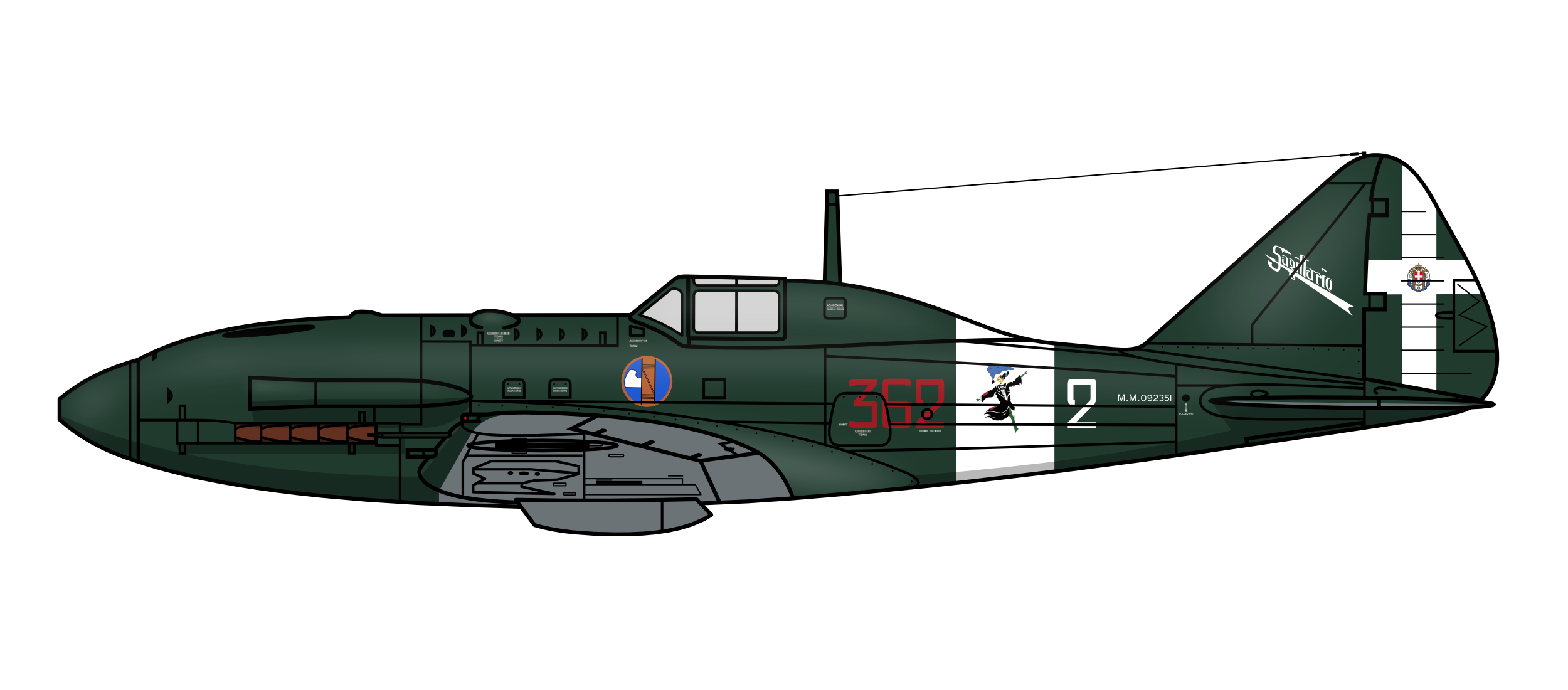
Reggiane Re.2005 Sagittario (MM092351), Regia Aeronautica, 22º Gruppo

Vývoj nového letounu začal již v roce 1941 a 9. května 1942 vzlétl první prototyp (MM494) s pilotem De Pratem. Ten dosáhl rychlosti 628 km/h. Nové křídlo neslo nový podvozek zatahovaný směrem ke koncům křídla a dva 20mm kanóny Mauser MG-151, které s dalším v bloku motoru a s dvojicí kulometů Breda SAFAT ráže 12,7 mm nad motorem představovaly impozantní výzbroj. Pohon zajišťoval řadový motor Daimler-Benz DB 605A-1. V červnu 1942 první prototyp absolvoval letové testy ve zkušebním středisku Guidonia a v srpnu zkoušky zbraní na polygonu ve Furbaře.
V únoru 1943 objednala italská vláda nultou sérii v počtu 18 kusů a následných 750 kusů, ale v situaci, kdy to již bylo nereálné. Druhý prototyp (MM495) původně s motorem RA-1050RC-58 Tifone, zkoušený od jara 1943 Němci, dosáhl rychlosti 720 km/h a přelétl do Rumunska, kde byl včleněn do protiletecké obrany naftových polí v oblasti Ploješti.
Vlastní dodávky RE.2005 začaly v květnu 1943 s licenčními motory Fiat RA.1050 RC-58 s vrtulí Piaggio P-6001 o výkonu 1 475 k.

## Nasazení

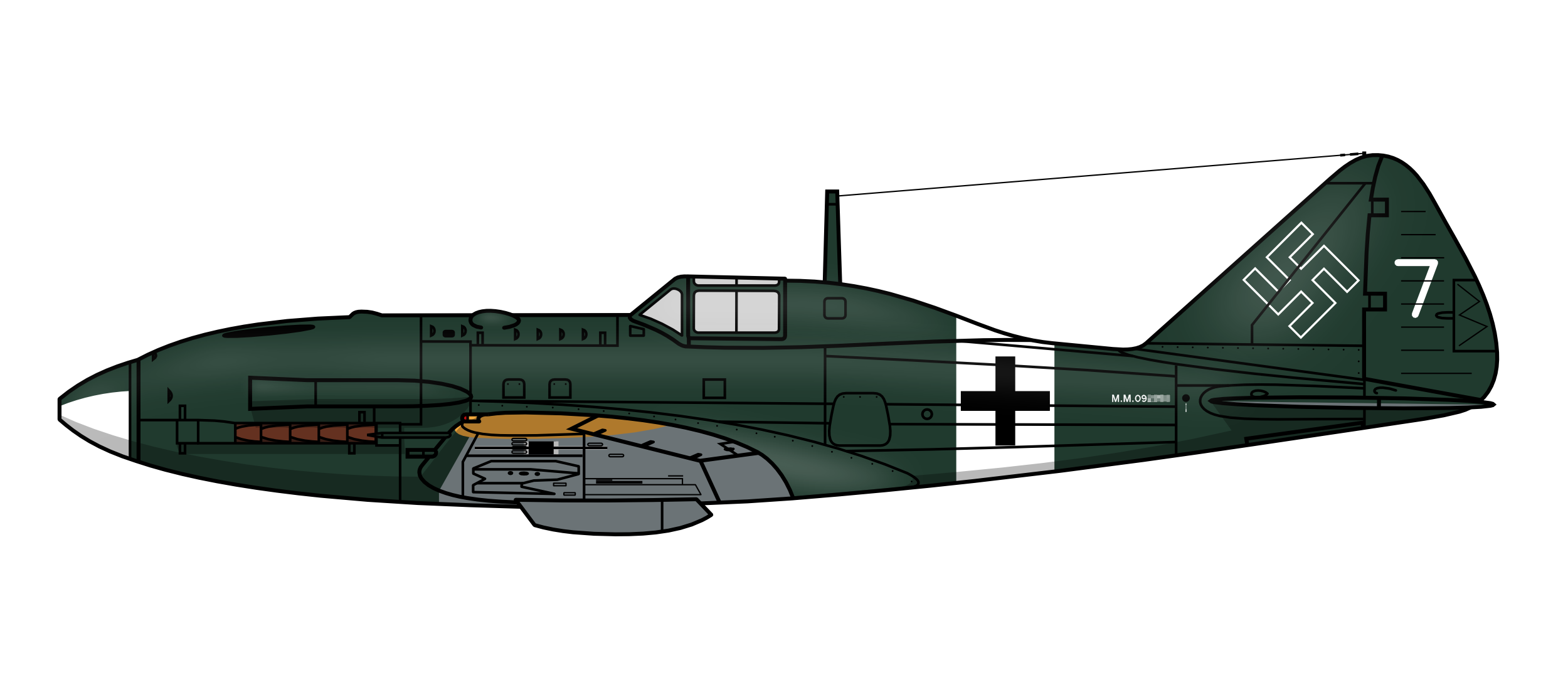
Reggiane Re.2005, Luftwaffe, Luftdienst Kommando Italien

Ke dni italské kapitulace byly dodány dva prototypy a 29 letounů nulté série, z nichž některé převzala 22. stíhací skupina se základnou v oblasti Neapol-Capodichino. Úkolem jednotky byla obrana hlavního města a okolí. Po kapitulaci Itálie byly vyrobené kusy zabaveny Němci, přičemž letouny sériových čísel MM096100-04 a MM096106-11 sloužily u jednotek protivzdušné obrany Berlína. Po válce měl být údajně jeden Sagittario ukořistěn USA, kde se měl zúčastnit roku 1946 letecké přehlídky v Clevelandu, ale některé zdroje výskyt letounu a jeho testování rozporují.

## Zachované letouny

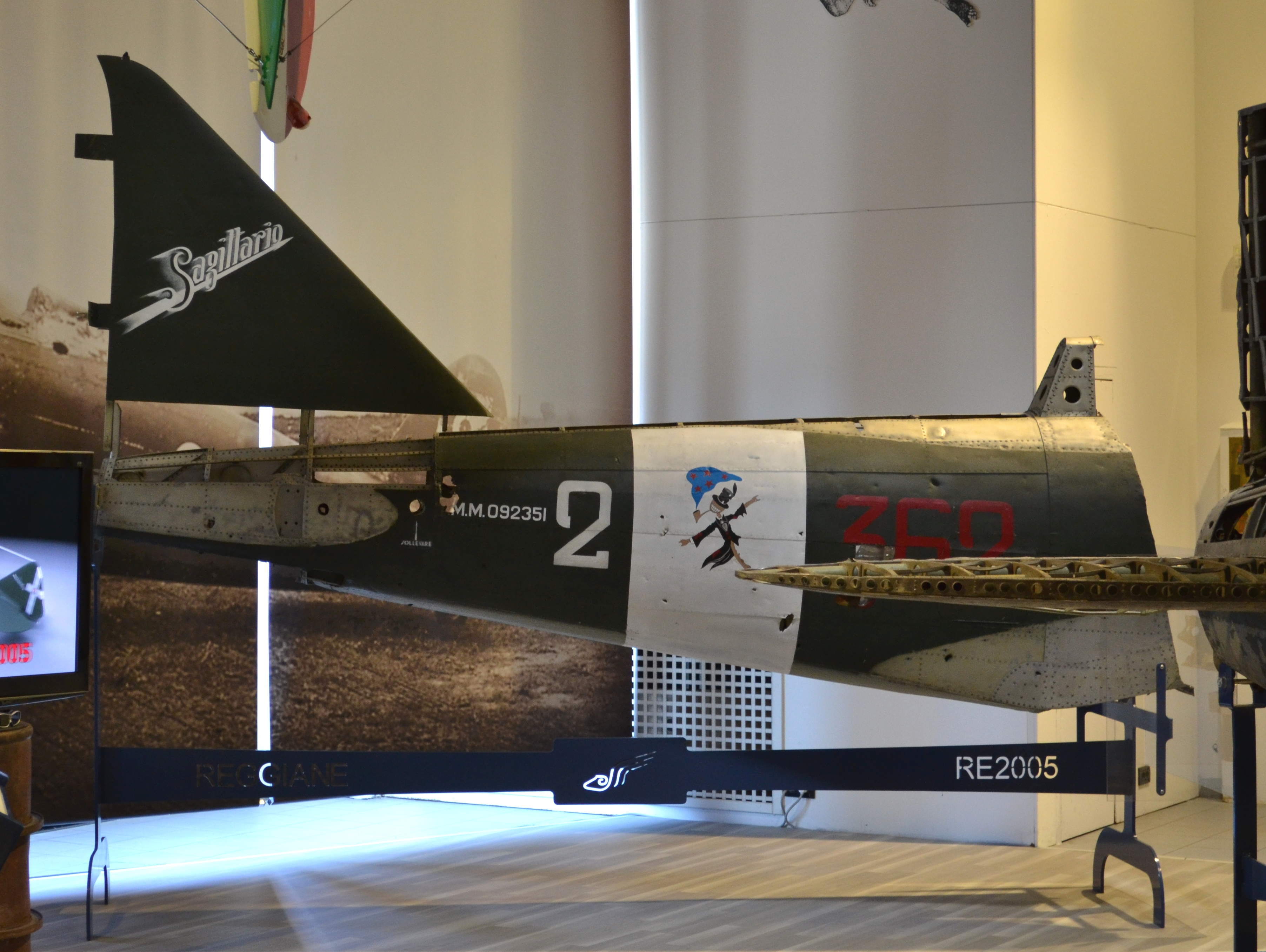
Zachovaný trup letounu Reggiane Re.2005 v italském muzeu.

Část letounu je součástí sbírek leteckého muzea Gianni Caproniho v italském Trentu.

## Specifikace

Třípohledový nákres Re.2005

### Technické údaje
- Osádka: 1
- Rozpětí: 11 m
- Délka: 8,73 m
- Výška: 3,15 m
- Nosná plocha: 21 m²
- Hmotnost prázdného letounu: 2500 kg
- Vzletová hmotnost: 3610 kg
- Pohonná jednotka: 1 × invertní dvanáctiválcový vidlicový motor Daimler-Benz DB 605A nebo Fiat RA.1050 RC-58
- Výkon pohonné jednotky:

### Výkony
- Maximální rychlost: 628 km/h
- Dostup: 11 500 m
- Dolet: 980 km

### Výzbroj
- 3 × 20mm kanón Mauser MG 151
- 2 × 12,7mm kulomet Breda-SAFAT